# 戰鬥步槍

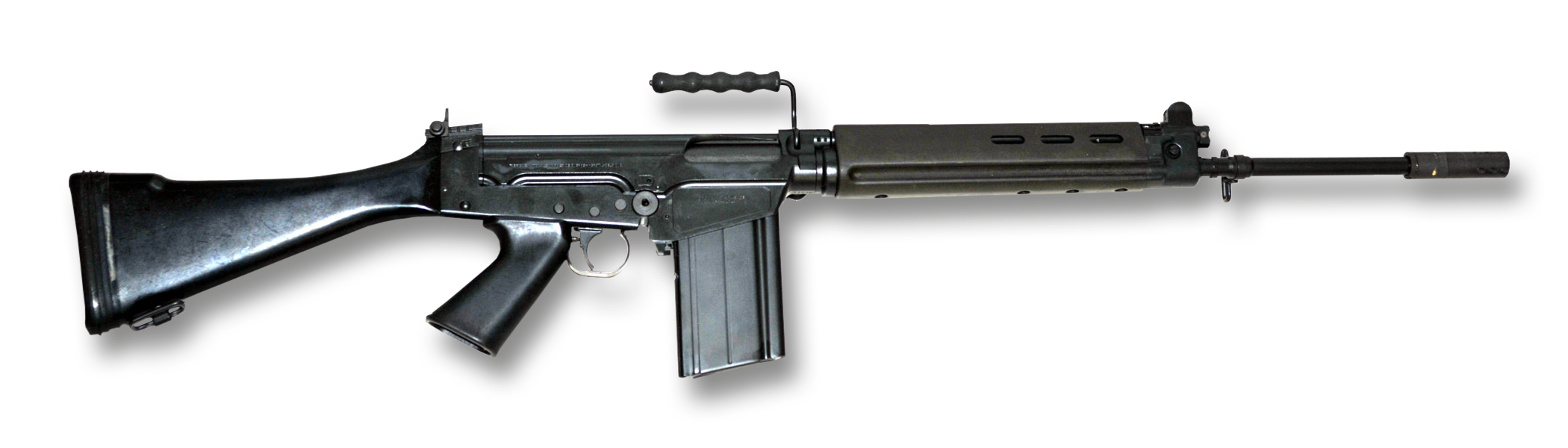
FN FAL自動步槍

战斗步枪（英語：battle rifle）指发射全威力槍彈的军用步枪。相较于发射中间型威力枪弹的突击步枪而言，战斗步枪发射的子弹在有效射程、穿透力、停止作用和后坐力上都明显要高出一截。此概念為一返璞詞，因在發射中等威力枪弹的突击步枪被發明前，「战斗步枪」一词本泛指任何士兵用于「战斗」的步枪，例如中華民國國軍現裝備的制式突擊步槍即被稱為「T91戰鬥步槍」。現在特指是單發子彈威力較大，但槍管不厚很少用兩腳架的自動步槍。一些现代的战斗步枪例子：
- 阿瑪萊特AR-10槍族
- M14槍族
- 57式步槍
- CETME
- HK G3槍族
- FN FAL槍族
- 貝瑞塔BM-59
- SIG SG 510
- 豐和64式
- FN SCAR-H
- HK417

值得注意的是，虽然以上列出的都是7.62mm口径，但并非7.62mm级别口径的枪就一定是战斗步枪——7.62×39mm的AK就是典型的突击步枪。两者的区别只在于枪弹是否是全威力枪弹。